# Inked (игра)
Inked (с англ. — «Чернильный») — это инди-игра, совмещающая в себе жанры платформера и головоломки, разработанная независимой студией Somnium Games и опубликованная Starbreeze Studios 26 апреля 2018 года. Игрок управляет безымянным ронином, ищет свою возлюбленную Айко и перемещается в мире, созданном из чертежей. Второй управляемый персонаж — художник Адам, который создал этот самый мир на бумаге с использованием шариковой ручки и должен помочь ронину преодолевать препятствия, создавая новые платформы.
Inked стала первым крупным проектом для Somnium Games, которые раннее создавали мобильные игры. Решение придать игре характерный художественный стиль пришло случайно, когда художественный руководить решил сделать наброски ручкой на белой бумаге. Сам созданный мир является трёхмерным и имитирующим изометрическую графику.
Оценки Inked можно охарактеризовать в целом, как сдержанные. Средняя оценка по версии агрегатора Metacritic составляет 68 баллов из 100 возможных. Критики похвалили Inked за её художественный стиль и оригинальный дизайн уровней, однако предметом критики стал ряд существенных недостатков в игровом процессе и управлении, значительно усложняющих прохождение.

## Игровой процесс
Inked представляет из себя платфромер-головоломку с изометрической перспективой. Сюжет повествует о странствующем ронине, который отправляется на поиски своей возлюбленной Айко. Поскольку герой отказался от использования оружия, он должен преодолевать разные препятствия с помощью игрока. Ронин должен активировать механизмы, наживая на них, активируя рычаги, чтобы перебежать через мост. В инвентаре ронина имеются несколько геометрических фигур, которые необходимо использовать для преодоления препятствий, или активаций механизмов. Данные фигуры можно создать из пятен чернил, количество которых ограничено. Игрок может из одного пятна делать фигуру и обратно превращать её в пятно. Некоторые фигуры, а значит чернила придётся оставлять, но игрок может подобрать новые чернила в видя клякс на полу.
При этом форма фигуры влияет и на её физику, например некоторые механизмы необходимо активировать поочерёдно и это возможно, если пустить катающийся шарик по переключателям. Треугольный многогранник можно использовать, чтобы забраться на более высокую платформу, а трапецию — как мост между платформами или на водной поверхности. Фигуры также можно использовать для активации вращающихся платформ, или же весовой балласт для того, чтобы поменять высоту нескольких платформ относительно друг друга. Некоторые уровни требуют размещать огонь, чтобы Ронин на замёрз.
В игре условно четвёртую стену ломает художник Адам, который создал вселенную Inked на листе бумаги, украл возлюбленную героя и время от времени создаёт для ронина разного рода препятствия, например автобусы, которые можно остановить, поставив на пути фигуру. По мере прохождения, ронин может освобождать птиц, заключённых в клетку.

## Разработка и выход
Разработкой игры занималась независимая хорватская студия Somnium Games. Раннее студия уже создавала ряд коммерчески успешных мобильных игр «с целью накопить знания на небольших проектах», чтобы затем перейти на разработку крупных проектов. Так, примерно через два года, команда пришла к идее создать амбициозную игру-головоломку для персональных компьютеров, однако отложила проект для работы над психологическим хоррором. К началу мероприятия   Reboot Develop 2016, команда за две недели сделала демонстрационный прототип Inked, который был очень тепло принят и стал объектом внимания. Тогда же, команда познакомилась с представителями Starbreeze, которые согласились выступить издателем игры. Так, в начале 2017 года Somnium Games организовали команду по разработке Inked.
Идея художественного стиля для Inked возникла совершенно случайно, когда Эди Ферхатович, художественный руководитель, набрасывал концепт-арты ручкой на бумаге во время прогулки в парке. Это были простые полигональные линии, а также персонаж, похожий на самурая. Затем Ферхатовичу пришла в голову идея того, «как было бы классно, что он либо борется со мной, либо я помогаю ему решать головоломки на бумаге». Разработчик донёс данную идею до остальной команды и после предварительного «мозгового шторма», было решено сделать из данной идеи полноценную историю. В качестве источников вдохновения Ферхатович также указывал на любительские короткометражные фильмы «Maker vs Marker». Что касается идеи безмятежности и красивых архитектурных решений, дизайнер черпал своё вдохновение у игры Monument Valley, а что касается философии и истории, у игры The Talos Principle.
Выбор данного стиля также имел практичный характер, так как инди-команды сильно ограничены бюджетными средствами, что особенно касается работы с графикой и окружающим миром. Имитация геометрических рисунков, созданные с помощью чернил не требовала больших бюджетных вложений и одновременно выглядела крайне оригинально и стильно, превратившись в уникальную черту Inked. Несмотря на изометрическую перспективу, весь мир в Inked является трёхмерным, Ферхатович заметил, что данный способ позволял легче создавать проработанное пространство, однако мир по прежнему должен был выглядеть так, будто его нарисовали на бумаге.  Отвечая на вопрос о решении выпустить игру на персональные компьютеры, но не на мобильные устройства, Ферхатович признался, что к концу 2010-х годов, мобильный рынок наводнило огромное количество оригинальных и аркадных игр и ещё большее количество их копий. Команда боится, что в итоге Inked останется незаметной и сделала ставку на рынок персональных компьютеров, где определение инди-игры по имеет определённый вес и свою аудиторию.

## Анонс и выпуск
Впервые игра была представлена в 2016 году на мероприятии Reboot Infogamer в Загребе. Ещё до выпуска, визуальный стиль игры привлёк внимание игровую прессу, которая сравнивала увиденное с рисунками, созданными шариковой ручкой на бумаге , или миллиметровке.
Выпуск игры состоялся 26 апреля 2018 года в магазине Steam. Также покупатели в ограниченный срок получали цифровой артбук с концепт-артами игры и саундтрек, созданный братьями композиторами Голяцем и Вукичем Ловро, известными также, как «Lovro and Lovro». Позже артбук с саундтреком стали продаваться отдельно. В октябре 2020 года было объявлено о предстоящем выходе игры на iOS.
После выпуска, игроки в целом оставили положительные оценки об Inked, однако массово жаловались на управление, усложняющее игру. Разработчики признались, что в итоге создали хардкорную версию игры вместо казуальной, обещая сгладить проблемы вместе с выпуском обновлений.

## Критика
| Сводный рейтинг    | Сводный рейтинг |
| Агрегатор          | Оценка          |
| ------------------ | --------------- |
| Metacritic         | 68/100 (ПК)     |
| Иноязычные издания |                 |
| Издание            | Оценка          |
| PLAY! Zine         | 8,9/10          |
| COGconnected       | 84 %            |
| GameSpace          | 7/10            |
| Everyeye.it        | 6,5/10          |
| GameCritics        | 40 %            |

Оценки Inked можно охарактеризовать в целом, как сдержанные. Средняя оценка по версии агрегатора Metacritic составляет 68 баллов из 100 возможных.
Представитель сайта PLAY! Zine признался, что был очарован чистым и элегантным художественным стилем, вдохновлённым чернильными чертежами. А также, то, как на бело-синем фоне выделяются яркие розовые или зелёные пятна растений. В итоге это делает Inked уникальной в своём роде и незабываемой. Хотя темп прохождения может раздражать некоторых игроков, он в целом соответствует настроению игры. Критик сайта Cogconnected заметил, что по мере того, как всё большее количество инди-разработчиков выпускают свои игры, становится и всё тяжелее удерживать внимание на данных играх. Тем не менее Inked со своим уникальным художественным стилем удалось выделится на их фоне, а также отлично рассказанной историей и эмоциональной связью с персонажами. Хотя сама игра выглядит, как типичный платформер, механика создания фигур для решения головоломок делает её игровой процесс уникальным. Тем не менее критик заметил, что из-за изометрической перспективы зачастую нет возможности видеть размещение определённых платформ или предметов, или их заграждает другая платформа, да и целом, у разработчика сложилось впечатление, то игра изначально не разрабатывалась для изометрической перспективы, также указывая на ряд проблем, связанных с управлением.
Часть критиков оставили смешанные отзывы. Например представитель сайта с одной стороны похвалил игру за её оригинальный художественный стиль, музыку, так и саму сюжетную развязку. Однако данное восхищение разбивается об сыро проработанный геймплей, например при попытке построить блоки, игрок начнёт сталкиваться с неудобной системой управления, в некоторых ситуациях оказывается крайне сложно расположить предмет на нужной точке. Критик сайта Critical Hit выразил мнение, что Inked оставляет впечатление игры, претендующей на то, чтобы называться творческим шедевром, однако вынуждена сражаться, только чтобы поддерживать себя на плаву. «Это как если сравнить с супер дружелюбным чуваком в спортзале, который помогает поднять не достижимый для вас вес. Вы цените его помощь, но без него ничего бы не добились». С одной стороны рецензент был восхищён художественной эстетикой игры, а также оценил саму завязку сюжета и задумку игрового процесса, тем не менее критика смущали появляющиеся единожды головоломки с неожиданным решением, после которых он задавался вопросом «Как я должен был это знать?». Также рецензент множество раз проваливал или умирал из-за изометрической перспективы, ограничивающей кругозор, а также искажающей пространство, заставляя прыжки выглядеть ближе, чем они есть или прочим визуальным несоответствиям, приводящим к смерти персонажа. Историю критик назвал разваливающейся под собственным весом, а речевые вставки, где например яростный голос скорее напоминал призыв к бою против Могучих Рейнджеров просто убивала серьёзный тон игры.

## Внешние ссылки
inkedgame.com/ru/ — официальный сайт Inked